# مريديث غاردنر
مريديث غاردنر (بالإنجليزية: Meredith Gardner)‏ هو رياضياتي أمريكي، ولد في 20 أكتوبر 1912 في أوكولونا في الولايات المتحدة، وتوفي في 9 أغسطس 2002 في تشيفي تشايس ‏ في الولايات المتحدة.